# Droga wojewódzka 376
Die Droga wojewódzka 376 (DW 376) ist eine 14 Kilometer lange Droga wojewódzka (Woiwodschaftsstraße) in der polnischen Woiwodschaft Niederschlesien, die die Droga krajowa 35 in Wałbrzych mit der Droga wojewódzka 367 in Jabłów verbindet. Die Strecke liegt im Powiat Wałbrzyski und in der kreisfreien Stadt Wałbrzych.

## Streckenverlauf
Woiwodschaft Niederschlesien, Kreisfreie Stadt Wałbrzych
-  Wałbrzych (Waldenburg/Schlesien) (DK 35, DW 367, DW 375, DW 379, DW 381)

Woiwodschaft Niederschlesien, Powiat Wałbrzyski
-  Szczawno-Zdrój (Bad Salzbrunn) (DW 375)
- Lubomin (Liebersdorf)
-  Jabłów (Gaablau) (DW 367)